# Роденбах (Западни Палатинат)
Роденбах (њем. Rodenbach) град је у њемачкој савезној држави Рајна-Палатинат. Једно је од 50 општинских средишта округа Кајзерслаутерн. Према процјени из 2010. у граду је живјело 3.263 становника. Посједује регионалну шифру (AGS) 7335040.

## Географски и демографски подаци
Роденбах се налази у савезној држави Рајна-Палатинат у округу Кајзерслаутерн. Град се налази на надморској висини од 221 метра. Површина општине износи 13,7 km². У самом граду је, према процјени из 2010. године, живјело 3.263 становника. Просјечна густина становништва износи 237 становника/km².